# Newtown AFC
Newtown AFC este un club de fotbal din Powys, Țara Galilor.

## Cele mai mari victorii și înfrângeri
- Cea mai mare victorie: 11-1 cu Cemaes Bay în 1998.
- Cea mai mare înfrângere:0-6 cu The New Saints în 2008.